# 1869 في فرنسا
فيما يلي قوائم الأحداث التي وقعت خلال عام 1869 في فرنسا.

## كتب
من الكتب التي صدرت هذه السنة في فرنسا:
- 1 يناير – أناشيد مالدورور من تأليف لوتريامون.
- 1 يناير – عشرون ألف فرسخ تحت الماء من تأليف جول فيرن.

## مواليد

### فبراير
- 5 فبراير – روبير دو كيه صحفي فرنسي.
- 27 فبراير – إميل فافر سياسي فرنسي.

### مارس
- 30 مارس – رينيه لي فورت

### أبريل
- 9 أبريل – إيلي كارتن رياضياتي فرنسي.
- 12 أبريل – هنري لاندرو

### مايو
- 14 مايو – بيير جوغيه

### أغسطس
- 13 أغسطس – توني غارنييه مهندس معماري فرنسي.

### نوفمبر
- 22 نوفمبر – أندريه جيد

### ديسمبر
- 16 ديسمبر – جاك كفالييه أستاذ جامعي فرنسي.
- 31 ديسمبر – هنري ماتيس فنان فرنسي.

## وفيات

### فبراير
- 28 فبراير – ألفونس دو لامارتين (مواليد 1790)

### مارس
- 8 مارس – هيكتور بيرليوز (مواليد 1803)
- 31 مارس – ألان كارديك (مواليد 1804)

### مايو
- 14 مايو – فيكتور انجلوا (مواليد 1829)

### يونيو
- 21 يونيو – لوي جاك برنييه (مواليد 1814)

### يوليو
- 2 يوليو – آدريان باربروغر (مواليد 1801)

### أكتوبر
- 13 أكتوبر – شارل أوجستان سانت بوف (مواليد 1804)

### ديسمبر
- 26 ديسمبر – جان لويس ماري بوازوي (مواليد 1797) فيزيائي فرنسي.